# Pseudothyridium desfontainei
Pseudothyridium desfontainei är en skalbaggsart som beskrevs av Soula 2002. Pseudothyridium desfontainei ingår i släktet Pseudothyridium och familjen Rutelidae. Inga underarter finns listade i Catalogue of Life.